# Punk de garagem
Punk de garagem (também conhecido como garage punk) é uma fusão do rock de garagem com o punk rock.

## Principais bandas
- Guitar Wolf
- Jay Reatard
- Les Diamants
- Teengenerate
- The Cramps
- The Gories
- The Hives